# Maevia micans
Maevia micans är en spindelart som beskrevs av Koch C.L. 1848. Maevia micans ingår i släktet Maevia och familjen hoppspindlar. Inga underarter finns listade i Catalogue of Life.